# 為制會

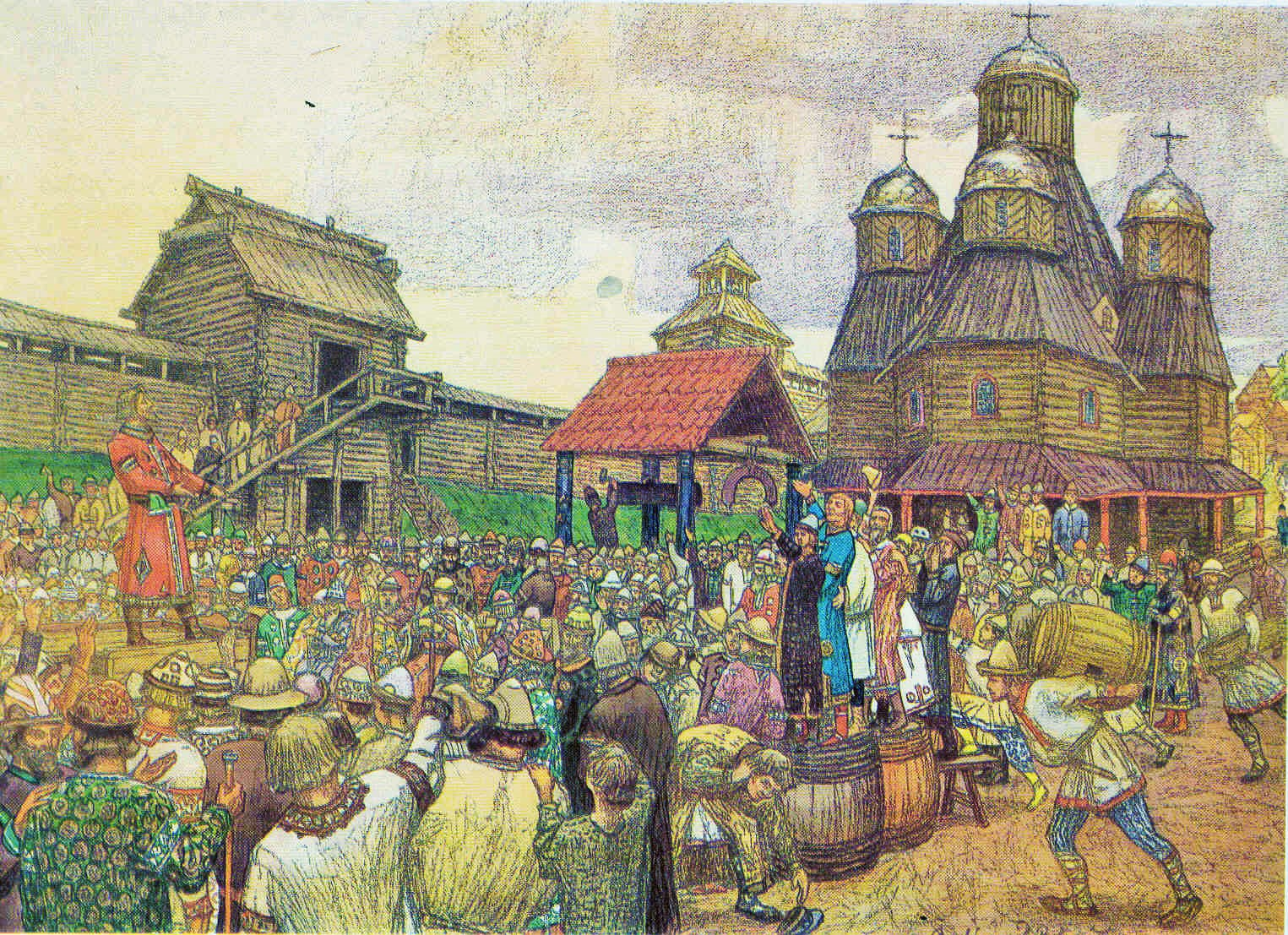
「普斯科夫共和國的為制會」，作者：维克托·米哈伊洛维奇·瓦斯涅佐夫。

為制會（俄語：вече）是中世紀斯拉夫人國家的一種公民會議。
在诺夫哥罗德這個為制會有著顯著影響的地方，其為制會與諾爾斯人的「庭」或瑞士的州民大會。

## 詞源
在斯拉夫語族的語言中，「為制」一詞源自原始斯拉夫語的*větje，其意為「議會」、「評議」或「談話」。（此詞與「蘇維埃」一詞有關，兩者皆源自原始斯拉夫語意為「談話、說話」的動詞詞幹*větiti）
一些錯誤的資訊指稱，這個詞和英語諸如advice（意即「忠告」）等拉丁語詞根中的-vice同源，也和梵語的Veda，以及英語的wise（意即「有智慧的」）和荷蘭語的weten（意即「知道」）等詞同源；同樣的，一些錯誤的資訊指稱，此詞語意的發展，和英語的congregation（意即「集合」）類似。

## 羅斯諸國
一般認為，東斯拉夫人的為制會起源自東歐的部落會議，因此其起源早於基輔羅斯。
在東歐的歷史記載中，最早提及「為制會」的內容，包含了997年對比尔霍罗德基辅斯基的記載、1016年對诺夫哥罗德共和国的記載、和1068年對基輔的記載。這些會議討論諸如開戰與議和、設置法律、對統治者的廢立等事項。在基輔，為制會於圣索菲亚主教座堂門前召開。
在烏克蘭，城鎮的「為制會」單純就是為了昭告社群成員重要事項、及對不久後的將來的規劃而舉辦的集會。

### 诺夫哥罗德共和国

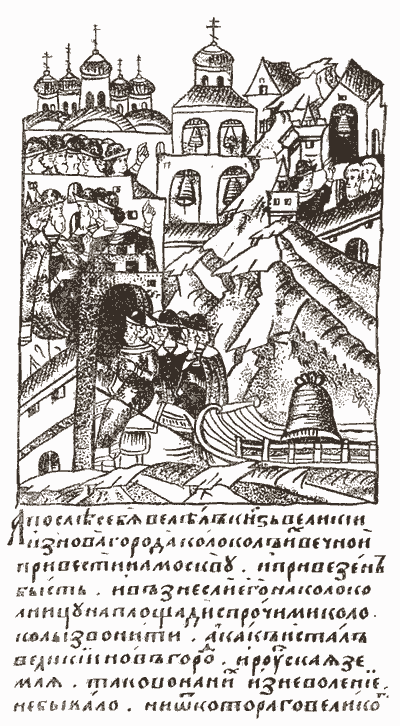
1478年諾夫哥羅德為制鐘被撤除並移往莫斯科的說明。

直到1478年被莫斯科大公伊凡三世征服為止，為制會都一直是諾夫哥羅德共和國最高的立法與司法機構。
傳統學界認為，在1410年當中一系列的改革，使得諾夫哥羅德為制會變成了像威尼斯公眾會議那樣的機構，其中原有的部分成了國會的眾議院或下議院；同時一個類似參議院的顯貴議會（sovet gospod）也被成立，其成員由城市先前的治安官（所謂的posadnik和tysyatsky）所組成。一些資料來源指出，為制會的成員資格在當時可能變成了永久性的，而國會代表則被稱為「為制人」（vechnik）；但這種說法受到一些近代學者的質疑。
盡管實際運作的狀況可能更複雜，諾夫哥羅德議會可由任何敲響為制鐘的人所召開，之後任何的市民，包括貴族、商人和一般市民等等，會在雅罗斯拉夫大院或者圣索菲亚主教座堂的門前集合（在後者集合的狀況，因為在教堂門前集合之故，又稱之為Vladychnoe veche，意即「總主教的為制會」）。
為制鐘視共和政體與獨立的象徵，因此伊凡三世征服諾夫哥羅德後，將之撤下並運往莫斯科，以象徵這座城市過去制度的終結。
與之不同的會議，可在城市不同的「角落」（俄语：концы，中世紀時大諾夫哥羅德的五個分區）召開。
對於诺夫哥罗德共和国的其他城鎮，編年史只曾提及托爾若克的為制會；然而，有可能所有其他的城鎮也都有自己的為制會。

### 普斯科夫共和國
在普斯科夫共和國，為制會的運作一直持續到1510年普斯科夫被瓦西里三世纳入莫斯科公国的版图為止。在普斯科夫共和國，為制會在三一主教座堂的庭院召開。

## 波蘭

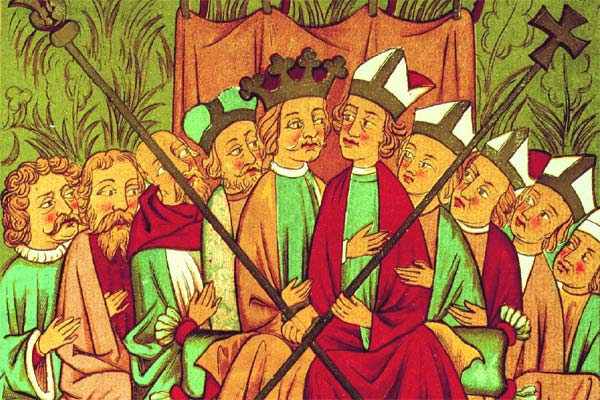
卡齐米日三世時代的波蘭為制會

在波蘭語中，為制會被稱為wiece。波蘭的為制會甚至在波蘭建國前，就已在波兰王国召開過。議題先由長老與領袖們進行辯論，之後再呈現給所有的自由民，以進行更多的討論。
一種召開為制會的主要狀況是選舉新領袖的時候。有一些傳說提及九世紀皮雅斯特王朝的建立者車輪匠皮雅斯特及其兒子Siemowit的選舉（如果這些傳說是真的，那作為議會傳統的波蘭王室選舉，其歷史就早於冰島的冰島議會一個世紀），但是論及那個時代的資訊，起源自之後的時代，故其可信度為學者所爭議。僅有菁英享有選舉權，在之後的時間裡，這些菁英成了最有權力的貴族（權貴和親王等）或官員，且深受所在地的傳統與統治者權力大小的影響；類似地，在12和13世紀時，為制會的參與權，被進一步限制於高階貴族與官員之間。1306年和1310年的全國為制會官員的集會，可被視為波蘭國會的前身。

## 延伸閱讀
- Michael C. Paul, "The Iaroslavichi and the Novgorodian Veche: A Case Study on Princely Relations with the Veche," Russian History (2004).